# Silicon Dreams
Silicon Dreams Studios Ltd é uma empresa de Software britanica fundada em 1994. É especializada-se em jogos de desporto, distribuídos em grande parte pelo mundo.
Embora conhecida principalmente por seus jogos de futebol, jogos de Silicon Dreams também desenvolveu outros jogos, incluindo Chill, Dogs of War  e vários outros licenciados títulos, como o Lego Soccer Mania, ou Drome Racers e Lego Island 2.

## Jogos
- World League Soccer
- Worldwide Soccer 2000
- UEFA Dream Soccer
- Urban Freestyle Soccer
- Chill
- Dogs of War
- Lego Soccer Mania
- Drome Racers
- Lego Island 2